# Boktoh
Der Boktoh (oder Bokta) ist ein Berg im Himalaya im Distrikt Taplejung der ostnepalesischen Verwaltungszone Mechi.
Der im Kangchendzönga Himal gelegene Boktoh hat eine Höhe von 6142 m (nach anderen Quellen 6114 m). Er liegt 16,7 km westsüdwestlich des Achttausenders Kangchendzönga. Südlich des Boktoh strömt der Yalunggletscher, nördlich der Yamatarigletscher, beide in westlicher Richtung.  
Der Boktoh gehört zu den Trekkinggipfeln, die bei der Nepal Mountaineering Association in der Kategorie "A" geführt werden.
Die beste Reisezeit für eine Besteigung ist März–Mai und September–Oktober.
Der Boktoh wurde am 10. April 1991 von einer slowenischen Bergsteigergruppe bestehend aus Marko Prezelj, Andrej Stremfelj und Uros Rupar erstbestiegen. Der Aufstieg fand vom südlich gelegenen Ramze (4540 m) aus statt.